# 纯白魔女·午夜的童话
《纯白魔女·午夜的童话》是由史克威爾艾尼克斯开发的一款通过集换式卡片进行战斗的角色扮演手机游戏。日服于2018年11月1日正式公测运营，台灣服預計於2018年12月由魔法屋互動娛樂有限公司代理營運。

## 运营历史

### 日本
2017年3月15日，SE宣布旗下新作手游《纯白魔女》将于2017年内在Android及IOS平台推出。新作消息发表后，官方网站及官方推特账号也正式对外公开运作。9月19日，SE宣布旗下新作手游《纯白魔女》开启事前登录预约。10月26日，SE宣布旗下手游新作《纯白魔女》于10月31日20：00开始进行为期7天的Android端限量“封闭β测试”。12月22日，SE在《纯白魔女》官网公布了“封闭β测试”结束之后，对玩家进行问卷调查的结果。在这份公告中，SE向玩家们告知了游戏无法在2017年内发行，计划延期至2018年内的消息。

### 中国大陆
2018年6月26日，《纯白魔女》日本官方在推特上宣布《纯白魔女》中国服发行决定。7月5日，《纯白魔女》中国服开启事前登录预约活动。同时确认参加广州萤火虫漫展，并宣布于7月15日举办专场发布会宣布有关事宜。7月15日，《纯白魔女》制作人岩野弘明参加了在广州萤火虫漫展举办的《纯白魔女》中国服发布会，并在现场发言，向中国玩家们确认了《纯白魔女》日本服将在8月进行小规模封测，并决定在日服测试结束之后，进行中国服首次测试。另外还确认了将会举行“纯白魔女 × 乖离性百万亚瑟王”联动活动决定。